# Marlies Smulders
Pour les articles homonymes, voir Smulders.
Marlies Smulders est une rameuse néerlandaise née le 22 février 1982 à Amstelveen.

## Biographie
Aux Jeux olympiques d'été de 2004 à Athènes, Marlies Smulders est médaillée de bronze en huit avec Froukje Wegman, Nienke Hommes, Hurnet Dekkers, Annemarieke Van Rumpt, Annemiek De Haan, Sarah Siegelaar, Helen Tanger et la barreuse Ester Workel.
Aux Jeux olympiques d'été de 2008 à Pékin, elle obtient la médaille d'argent en huit avec Nienke Kingma, Femke Dekker, Roline Repelaer Van Driel, Annemarieke Van Rumpt, Helen Tanger, Sarah Siegelaar, Annemiek De Haan et la barreuse Ester Workel.

## Palmarès

### Jeux olympiques
- Jeux olympiques d'été de 2008 à Pékin,  Chine
  -  Médaille d'argent en huit
- Jeux olympiques d'été de 2004 à Athènes,  Grèce
  -  Médaille de bronze en huit